# Plaques de matrícula de Carolina del Nord

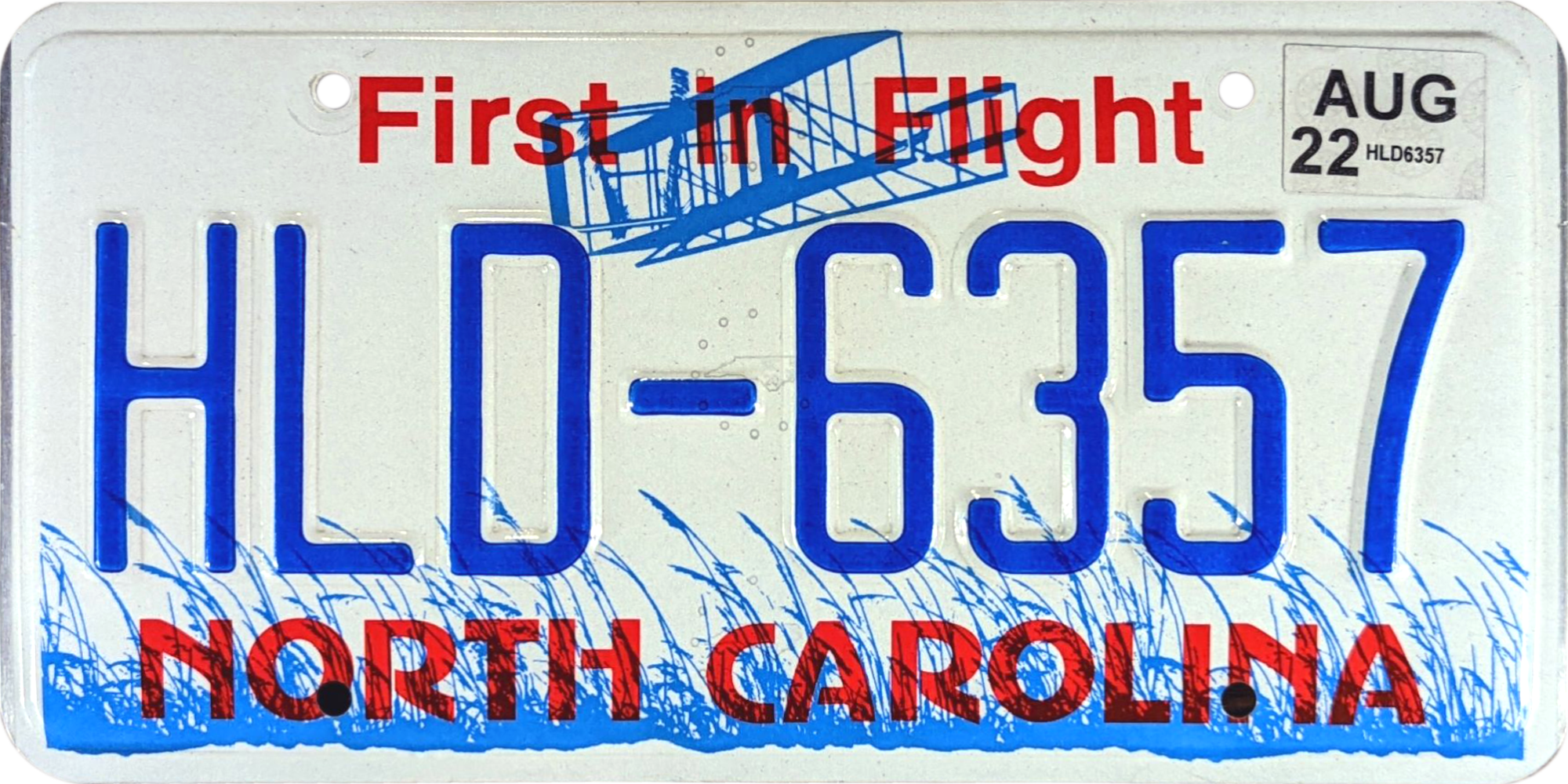
Model actual de matrícula de Carolina del Nord des del desembre del 2010.

Les Plaques de matrícula de Carolina del Nord es componen, des del desembre del 2010, d'un sistema de combinació alfanumèric format per tres lletres i quatre xifres separades per un guionet (ex. ABC-1234). Els caràcters són de color blau sobre un fons reflectant blanc amb una imatge gràfica en blau del Wright Flyer a la part superior i un camp d'herbes a la inferior. El nom de l'estat, "NORTH CAROLINA", apareix centrat a la part inferior en vermell i l'eslogan "Firts in Flight" a la superior (també es poden demanar dos models de placa alternatius, des del juliol del 2015 el model "FIRST IN FREEDOM" i des del juliol del 2019 el model National/State Motto (amb els lemes "In God We Trust" juntament amb "To Be Rather Than to Seem").
A partir del 2024, les plaques són emeses pel Departament de Transport de Carolina del Nord (NCDOT) a través de la seva Divisió de Vehicles de Motor. És obligatori portar plaques tant al davant com al darrere del vehicle.

## Història
L'estat nord-americà de Carolina del Nord va exigir per primera vegada als seus residents que registressin els vehicles de motor el 1907. Els propietaris van muntar les seves pròpies matrícules fins al 1913, quan l'estat va començar a emetre plaques. Com que les plaques de 1913 només es van emetre durant tres mesos i només per als vehicles de nova matrículació, avui són increïblement rares.
El 1956, el Canadà i els Estats Units d'Amèrica van arribar a un acord amb l'Associació Americana d'Administradors de Vehicles de Motor, l'Associació de Fabricants d'Automòbils i el Consell Nacional de Seguretat en que es concretava una mida única de les plaques de vehicles de passatgers a 150 mm per 300 mm (6 per 12 polzades), amb forats per poder-les muntar espaiats 180 mm (7 polzades), tot i que les dimensions o poden variar lleugerament segons la jurisdicció. Carolina del Nord va adoptar aquest estàndard el mateix any 1956.

### Models de 1913 fins 1966
| Imatge | Data d'expedició | Disseny | Lema                                                                       | Combinació utilitzada | Notes |
| ------ | ---------------- | --- | -------------------------------------------------------------------------- | --------------------- | --- |
|        | 1913             | Caràcters en color blanc sobre fons negre. "NC" en vertical a la dreta i "EXPIRES JUNE 30-13" centrat a baix.                                          | Sense lema                                                                 | 1234                  | Plaques de porcellana fins al 1916. Plaques de mides: 1-4 caràcters (6" x 12") i 5 caràcters (6" x 14"). |
|        | 1914             | Caràcters de color vermell sobre fons blanc. "NC" en vertical a la dreta i "EXPIRES JUNE 30-14" centrat a baix.                                        | Sense lema                                                                 | 12345                 | |
|        | 1915             | Caràcters de color blanc sobre fons verd. "NC" en vertical a la dreta i "EXPIRES JUNE 30-15" centrat a baix.                                           | Sense lema                                                                 | 12345                 | |
|        | 1916             | Caràcters de color negre sobre fons blanc. "NC" en vertical a la dreta i "EXPIRES JUNE 30-16" centrat a baix.                                          | Sense lema                                                                 | 12345                 | Canvi de mides a: 1-4 caràcters (5 1/2" x 12") i 5 caràcters (5 1/2" x 13"). |
|        | 1917             | Caràcters en relleu de color blanc sobre fons blau marí. Monograma "NC" i "6-30 1917" tot a la dreta.                                                  | Sense lema                                                                 | 12345                 | Primera placa metal·lica en relleu. Canvi de mides a: 1-4 caràcters (6 x 12") i 5 caràcters (6" x 14"). |
|        | 1918             | Caràcters en relleu de color blau marí sobre fons blanc. Monograma "NC" i "6-30 1918" tot a la dreta.                                                  | Sense lema                                                                 | 12-345                | Canvi de mides a 6" x 15". |
|        | 1919             | Caràcters en relleu de color blanc sobre fons negre. Monograma "NC" i "6-30 1919" tot a la dreta.                                                      | Sense lema                                                                 | 12-345                | |
|        | 1920             | Caràcters en relleu de color groc sobre fons negre. "N.C." i "6-30 1920" tot a l'esquerra.                                                             | Sense lema                                                                 | 12-345                | Canvi de mides a 4 3/4" x 13". |
|        | 1921             | Caràcters en relleu de color blanc sobre fons marró. Monograma "NC" i "6-30 1921" tot a la dreta.                                                      | Sense lema                                                                 | 123-456               | Canvi de mides a 6" x 15". |
|        | 1922             | Caràcters en relleu de color negre sobre fons blanc. Monograma "NC" i "6-30 22" tot a la dreta.                                                        | Sense lema                                                                 | 123-456               | |
|        | 1923             | Caràcters en relleu de color blanc sobre fons verd. "NC" en vertical a la dreta i "6-30-23" centrat a baix.                                            | Sense lema                                                                 | 123456                | Canvi de mides a 6" x 14". |
|        | 1924             | Caràcters en relleu de color grana sobre fons gris clar. "N.C.-6-30-24" centrat a dalt.                                                                | Sense lema                                                                 | 123-456               | Canvi de mides a 6 1/2" x 15". |
|        | 1925             | Caràcters en relleu de color blanc sobre fons blau marí. Monograma "NC" i "6-30 25" tot a l'esquerra.                                                  | Sense lema                                                                 | 123.456               | Canvi de mides a 6" x 15". |
|        | 1926             | Caràcters en relleu de color negre sobre fons carabassa. "NC" i "6-30-26" tot a la dreta.                                                              | Sense lema                                                                 | 123-456               | Canvi de mides a 6" x 16". |
|        | 1927             | Caràcters en relleu de color blanc sobre fons negre. Monograma "NC" i classe de potència a la dreta, "6 30 27" a l'esquerra.                           | Sense lema                                                                 | 123-456               | Les classes de potència eren "A" (més de 35 HP), "B" (31-35 HP), "C" (26-30 HP) i "E" (menys o igual a 25 HP), aquesta pràctica va continuar fins al 1928. Canvi de mides a 5" x 15". |
|        | 1927             | Caràcters en relleu de color vermell sobre fons blanc. "NC" vertical a l'esquerra i classe de potència i "27" a la dreta.                              | Sense lema                                                                 | 123-456               | Plaques emeses només de l'1 de juliol al 31 de desembre de 1927. |
|        | 1928             | Caràcters en relleu de color blanc sobre fons verd. "NC" en vertical a la dreta i classe de potència i "28" a l'esquerra.                              | Sense lema                                                                 | 1234                  | |
|        | 1929             | Caràcters en relleu de color blanc sobre fons blau cel. "NORTH CAROLINA-1929" centrat a baix.                                                          | Sense lema                                                                 | 123-456               | Primera placa amb el nom complet de l'estat. Mateixes classes de potència iguals que 1926–28, però no s'utilitza cap lletra per indicar la classe de 25 HP o inferior; per a la resta la lletra es portava a la dreta de la placa. Això també s'utilitza l'any 1930. Canvi de mides a 6" x 14". |
|        | 1930             | Caràcters en relleu de color blanc sobre fons grana. "NORTH CAROLINA–1930" centrat a dalt.                                                             | Sense lema                                                                 | 123-456               | |
|        | 1931             | Caràcters en relleu de color groc sobre fons negre. "NORTH CAROLINA–31" centrat a baix i el nombre de la classe de potència utilitzat com a separador. | Sense lema                                                                 | 123-456               | |
|        | 1932             | Caràcters en relleu de color negre sobre fons groc. "NORTH CAROLINA–32" centrat a dalt.                                                                | Sense lema                                                                 | 123-456               | |
|        | 1933             | Caràcters en relleu de color blanc sobre fons blau marí. "NORTH CAROLINA–33" centrat a baix.                                                           | Sense lema                                                                 | 123-456               | |
|        | 1934             | Caràcters en relleu de color groc sobre fons negre. "NORTH CAROLINA–34" centrat a dalt.                                                                | Sense lema                                                                 | 123-456               | Canvi de mides a 5 1/2" x 12". |
|        | 1935             | Caràcters en relleu de color platejat sobre fons negre. "NORTH CAROLINA–35" centrat a baix.                                                            | Sense lema                                                                 | 123-456               | |
|        | 1936             | Caràcters en relleu de color verd clar sobre fons negre. "NORTH CAROLINA–36" centrat a dalt.                                                           | Sense lema                                                                 | 123-456               | Canvi de mides a 6" x 12". |
|        | 1937             | Caràcters en relleu de color groc sobre fons negre. "NORTH CAROLINA–37" centrat a baix.                                                                | Sense lema                                                                 | 123-456               | Les sèries 100-001 a 200-000 reservades per a camions. Aquesta pràctica va continuar fins al 1946. |
|        | 1938             | Caràcters en relleu de color negre sobre fons groc. "NORTH CAROLINA–38" centrat a dalt.                                                                | Sense lema                                                                 | 123-456               | |
|        | 1939             | Caràcters en relleu de color platejat sobre fons grana. "North Carolina 39" centrat a baix.                                                            | Sense lema                                                                 | 123-456               | Canvi de mides a 5 1/4" x 12". |
|        | 1940             | Caràcters en relleu de color grana sobre fons platejat. "North Carolina 40" centrat a baix.                                                            | Sense lema                                                                 | 123-456               | |
|        | 1941             | Caràcters en relleu de color daurat sobre fons negre. "North Carolina 41" centrat a baix.                                                              | Sense lema                                                                 | 123-456               | |
|        | 1942-43          | Caràcters en relleu de color negre sobre fons daurat. "NORTH CAROLINA 42" centrat a baix.                                                              | Sense lema                                                                 | 123-456               | Revalidada per al 1943 amb pestanyes negres, degut a la conservació de metall per a la Segona Guerra Mundial. |
|        | 1944             | Caràcters en relleu de color daurat sobre fons negre. "NORTH CAROLINA 44" centrat a dalt.                                                              | Sense lema                                                                 | 123-456               | |
|        | 1945             | Caràcters en relleu de color negre sobre fons beix. "NORTH CAROLINA 45" centrat a baix.                                                                | Sense lema                                                                 | 123-456               | |
|        | 1946             | Caràcters en relleu de color daurat sobre fons negre. "NORTH CAROLINA 46" centrat a dalt.                                                              | Sense lema                                                                 | 123-456               | |
|        | 1947             | Caràcters en relleu de color negre sobre fons daurat. "NORTH CAROLINA 47" centrat a dalt.                                                              | Sense lema                                                                 | 123-456               | Les sèries 800-001 a 999-999 reservades per a camions i vehicles agrícoles. Aquesta pràctica va continuar fins al 1949. |
|        | 1948             | Caràcters en relleu de color groc sobre fons negre. "NORTH CAROLINA 48" centrat a dalt.                                                                | Sense lema                                                                 | 123-456               | |
|        | 1949             | Caràcters en relleu de color negre sobre fons daurat. "NORTH CAROLINA 49" centrat a baix.                                                              | Sense lema                                                                 | 123-456               | |
|        | 1950             | Caràcters en relleu de color groc sobre fons negre. "NORTH CAROLINA 50" centrat a baix.                                                                | Sense lema                                                                 | 123-456               | Fine el 1955, s'utilitzen els prefixes "W", "R", "N", "X", "A" i "V" per als vehicles que no són de passatgers i les sèries 760-001 a 999-999 reservades per a camions i vehicles agrícoles. |
|        | 1951             | Caràcters en relleu de color vermell sobre fons blanc. "NORTH CAROLINA 51" centrat a baix.                                                             | Sense lema                                                                 | 123-456               | |
|        | 1952             | Caràcters en relleu de color blanc sobre fons vermell. "NORTH CAROLINA 52" centrat a baix.                                                             | Sense lema                                                                 | 123-456               | |
|        | 1953             | Caràcters en relleu de color groc sobre fons negre. "NORTH CAROLINA 53" o "N.C.", eslogan i "53" a baix.                                               | Sense lema o "DRIVE SAFELY" entre l'abreviació del nom de l'estat i l'any. | 123-456               | |
|        | 1954             | Caràcters en relleu de color negre sobre fons groc. "NORTH CAROLINA 54" o "N.C.", eslogan i "54" a baix.                                               | Sense lema o "DRIVE SAFELY" entre l'abreviació del nom de l'estat i l'any. | 123-456               | |
|        | 1955             | Caràcters en relleu de color groc sobre fons negre. "NORTH CAROLINA 55" centrat a baix.                                                                | Sense lema                                                                 | 123-456               | |
|        | 1956             | Caràcters en relleu de color negre sobre fons groc. "NORTH CAROLINA 56" centrat a baix.                                                                | "DRIVE SAFELY" centrat a dalt.                                             | A-1234 AB-1234        | Les lletres "G", "I", "O" i "Q" no s'utilitzen. Aquesta pràctica continua fins 1968. S'estandaritza la mida de la placa a 6" x 12". |
|        | 1957             | Caràcters en relleu de color groc sobre fons negre. "NORTH CAROLINA 57" centrat a baix.                                                                | "DRIVE SAFELY" centrat a dalt.                                             | A-1234 AB-1234        | |
|        | 1958             | Caràcters en relleu de color negre sobre fons groc. "NORTH CAROLINA 58" centrat a baix.                                                                | "DRIVE SAFELY" centrat a dalt.                                             | A-1234 AB-1234        | |
|        | 1959             | Caràcters en relleu de color carabassa sobre fons negre. "NORTH CAROLINA 59" centrat a baix.                                                           | "DRIVE SAFELY" centrat a dalt.                                             | A-1234 AB-1234        | |
|        | 1960             | Caràcters en relleu de color negre sobre fons groc. "NORTH CAROLINA 60" centrat a baix.                                                                | "DRIVE SAFELY" centrat a dalt.                                             | A-1234 AB-1234        | |
|        | 1961             | Caràcters en relleu de color groc sobre fons negre. "61 NORTH CAROLINA" centrat a baix.                                                                | "DRIVE SAFELY" centrat a dalt.                                             | A-1234 AB-1234        | |
|        | 1962             | Caràcters en relleu de color negre sobre fons groc. "62 NORTH CAROLINA" centrat a baix.                                                                | "DRIVE SAFELY" centrat a dalt.                                             | A-1234 AB-1234        | |
|        | 1963             | Caràcters en relleu de color groc sobre fons negre. "NORTH CAROLINA 63" centrat a dalt.                                                                | "DRIVE SAFELY" centrat a baix.                                             | A-1234 AB-1234        | |
|        | 1964             | Caràcters en relleu de color negre sobre fons groc. "NORTH CAROLINA" centrat a dalt i "64" a baix.                                                     | Sense lema                                                                 | A-1234 AB-1234        | |
|        | 1965             | Caràcters en relleu de color groc sobre fons negre. "NORTH CAROLINA" centrat a dalt i "1965" a baix.                                                   | Sense lema                                                                 | A-1234 AB-1234        | |
|        | 1966             | Caràcters en relleu de color negre sobre fons groc. "NORTH CAROLINA" centrat a baix i "1966" a dalt.                                                   | Sense lema                                                                 | A-1234 AB-1234        | |

### Models de 1967 fins avui dia
| Imatge | Data d'expedició          | Disseny | Lema | Combinació utilitzada | Notes |
| ------ | ------------------------- | --- | --- | --------------------- | --- |
|        | 1967                      | Caràcters en relleu de color verd sobre fons reflectant blanc. "NORTH CAROLINA" centrat a baix i "1967" a dalt.                                                   | Sense lema                                                                                                | A-1234 AB-1234        | |
|        | 1968                      | Caràcters en relleu de color vermell sobre fons reflectant blanc. "NORTH CAROLINA" centrat a dalt i "1968" a baix.                                                | Sense lema                                                                                                | A-1234 AB-1234        | |
|        | 1969                      | Caràcters en relleu de color verd sobre fons reflectant blanc. "NORTH CAROLINA" centrat a dalt, "19" i "69" a cada cantonada de baix.                             | Sense lema                                                                                                | A-1234 AB-1234        | Les lletres "G", "I", "O", "Q" i "U" no s'utilitzen. Aquesta pràctica continua avui en dia. |
|        | 1970                      | Caràcters en relleu de color vermell sobre fons reflectant blanc. "NORTH CAROLINA" centrat a baix, "19" i "70" a cada cantonada de dalt.                          | Sense lema                                                                                                | A-1234 AB-1234        | |
|        | 1971                      | Caràcters en relleu de color verd sobre fons reflectant blanc. "NORTH CAROLINA" centrat a baix i "71" centrat a dalt.                                             | Sense lema                                                                                                | A-1234 AB-1234        | |
|        | 1972                      | Caràcters en relleu de color blau sobre fons reflectant blanc. "NORTH CAROLINA" centrat a dalt, "19" i "72" a cada cantonada de baix.                             | Sense lema                                                                                                | A-1234 AB-1234        | |
|        | 1973                      | Caràcters en relleu de color vermell sobre fons reflectant blanc. "NORTH CAROLINA" centrat a baix, "19" i "73" a cada cantonada de dalt.                          | Sense lema                                                                                                | ABC-123               | |
|        | 1974                      | Caràcters en relleu de color verd sobre fons reflectant blanc. "NORTH CAROLINA" centrat a baix i "1974" a dalt.                                                   | Sense lema                                                                                                | ABC-123               | |
|        | 1975-78                   | Caràcters en relleu de color vermell sobre fons reflectant blanc. "NORTH CAROLINA" centrat a baix i "75" utilitzat com a separador.                               | "FIRST IN FREEDOM" centrat a dalt.                                                                        | ABC-123               | Primera placa que es revalida amb adhesius. |
|        | 1978-80                   | Caràcters en relleu de color vermell sobre fons reflectant blanc. "NORTH CAROLINA" centrat a baix.                                                                | Sense lema                                                                                                | ABC-123               | El 1981 es va introduir el registre esglaonat mensual. |
|        | 1981-82                   | Caràcters en relleu de color vermell sobre fons reflectant blanc. "NORTH CAROLINA" centrat a dalt i "1981" a baix.                                                | Sense lema                                                                                                | ABC-123               | |
|        | 1982-85                   | Caràcters en relleu de color blau sobre fons reflectant blanc. Imatge gràfica en blau cel del Wright Flyer a dalt, "NORTH CAROLINA" centrat a baix.               | "Firts in Flight" centrat a dalt.                                                                         | ABC-123               | Premiada el 1982 com a "placa de l'any" a la millor matrícula estàndard nova per l'Associació de Col·leccionistes de Matrícules d'Automòbils (ALPCA).                                                                    |
|        | 1985-abril 2007           | Caràcters en relleu de color blau sobre fons reflectant blanc. Imatge gràfica en blau cel del Wright Flyer a dalt, "NORTH CAROLINA" en vermell centrat a baix.    | "Firts in Flight" centrat a dalt.                                                                         | ABC-1234              | Com a segona lletra només s'utilitzen de la "N" a la "Z" (per tant, després de la sèrie 2AZZ" va seguir-la "BNA", enlloc de "BAA"). Des de 1999 la sèrie "OBX" s'ha publicat com a sèrie especial per al comtat de Dare. |
|        | Abril 2007 - octubre 2009 | Caràcters en relleu de color vermell sobre fons reflectant blanc. Imatge gràfica en blau cel del Wright Flyer a dalt, "NORTH CAROLINA" en vermell centrat a baix. | "Firts in Flight" en vermell centrat a dalt.                                                              | ABC-1234              | Emesa principalment per a reemplaçar les primeres plaques "First in Flight" amb els formats de combinació "ABC-123" i "ABC-12".                                                                                          |
|        | Octubre 2009 - avui dia   | Caràcters en relleu de color blau sobre fons reflectant blanc. Imatge gràfica en blau cel del Wright Flyer a dalt, "NORTH CAROLINA" en vermell centrat a baix.    | "Firts in Flight" en vermell centrat a dalt.                                                              | ABC-1234              | Com a segona lletra només s'utilitzen de la "A" a la "M". |
|        | Juliol 2015 - avui dia    | Mateix model que l'anterior però es pot triar un nou lema. | "FIRST IN FREEDOM" centrat a dalt.                                                                        | ABC-1234              | Inclou les dates del 20 de maig de 1775 i el 12 d'abril de 1776 commemorant l'adopció de la Declaració d'Independència de Mecklenburg i les resolucions de Halifax, respectivament.                                      |
|        | Juliol 2019 - avui dia    | Mateix model que l'anterior però es pot triar un nou lema. | "IN GOD WE TRUST" centrat a dalt i "To Be Rather Than to Seem" entre la sèrie i el nom de l'estat a baix. | ABC-1234              | "To Be Rather Than to Seem" és la traducció anglesa del lema estatal en llatí Esse quam videri. |

## Altres tipus

### Personalitzades
Carolina del Nord permet l'emissió de plaques personalitzades prèvia aprovació per la Divisió de Vehicles de Motor i que compleixin un seguit de requisits com són:
- Que pot tenir un màxim de vuit setcaràcters (les motocicletes i ciclomotors un màxim de set),
- Que s'admeten els caràcters: &, #,’‘,+, $, /, =, *, ?, @(que compten com un espai, i els caràcters: ', -, , !, :, . que compten com a mig espai (no permès per a les motocicletes).[17]

### Especials
Carolina del Nord permet l'emissió de matrícules especials de dissenys que representen més de 100 causes i grups d'interès. Les tarifes varien en funció del disseny que s'escull i s'afegeixen a les taxes de registre estàndard del vehicle.

### Motocicletes
Les motocicletes utilitzen des del 1999 un model de placa amb una combinació de color blau cel formada per una lletra i cinc xifres (ex. 1A2345) i la inscripció "N.C." centrada a dalt. Les lletres G, I, O, Q i U no s'utilitzen.

### Ciclomotors
Els ciclomotors utilitzen des del 20015 un model de placa amb una combinació de color negre formada per la lletra "M" seguida d'una altra lletra i cinc xifres (ex. MB12345) i la inscripció "N.C. MOPED" a dalt.

### Vehicles de lloguer
Els vehicles de lloguer utilitzen des del 2006 un model de placa amb una combinació de color blau cel que comença per la lletra Z seguida d'una altra lletra i quatre xifres (ex. ZB-1234) amb les inscripcions "NORTH CAROLINA" centrada a baix i "FOR HIRE" a dalt. Emesa anualment fins al 2005.

### Taxi
Els taxis utilitzen des del 2006 un model de placa amb una combinació de color blau que comença per la lletra "T" i quatre xifres (ex. TB-1234). Emesa anualment fins al 2005.

### Camions
Els camions amb permís de reciprocitat entre els Estats Units i el canadà utilitzen des del 2006 un model de placa amb una combinació de color blau que comença per les lletres "L", "M" o "N" i quatre xifres (ex. LB-1234 ) més les inscripcions "N.C. PERMANENT" centrada a dalt i "APPORTIONED" a baix.

### Remolc
Els remolcs utilitzen des del 1995 un model de placa amb una combinació de color vermell de dues lletres i cinc xifres (ex. AB-12345) amb les inscripcions "NORTH CAROLINA" a baix i "TRAILER" a dalt.
Els remolcs també poden obtenir una placa de validesa permanent des del 1993 i que està formada per una combinació de color negre que comença per les lletres "A" o "D" i cinc xifres (ex. AB-12345) i les inscripcions "NORTH CAROLINA" a dalt i "MULTI YEAR" a baix.

### Vehicle agrícola
Els vehicles agrícoles utilitzen un model de placa amb una combinació de color vermell que comença per la lletra "X" o "Y" seguida de quatre xifres (ex. XB-1234) i les paraules "COMMERCIAL" centrada a dalt i "FARM TRUCK–NC" a baix.

### Fabricació
Els vehicles utilitzen un model de placa amb una combinació de color blau que comença per les lletres "MF" seguides per quatre xifres (ex. MF-1234) amb les inscripcions "NORTH CAROLINA" a baix i "MANUFACTURER" a dalt.